# Charlotte Delbo
Charlotte Delbo (Vigneux-sur-Seine, 10 augustus 1913 - Parijs, 1 maart 1985) was een Franse schrijfster. Als verzetsstrijdster werd ze in januari 1943 gedeporteerd naar Auschwitz-Birkenau en vervolgens in januari 1944 naar Ravensbrück, waar ze in april 1945 bevrijd werd.

## Levensloop
Ze kwam uit een familie van Italiaanse immigranten en was lid van de Jonge Communisten. Voor de oorlog werkte ze als assistente van regisseur Louis Jouvet. In 1941 sloot ze zich aan bij het verzet, samen met haar man Georges Dudach. Hij werd samen met haar gearresteerd en in 1942 in Fort Mont-Valérien doodgeschoten. Zij werd gedeporteerd naar Auschwitz-Birkenau in het konvooi van 24 januari 1943, bekend als "het konvooi van 31.000", waarvan 230 vrouwen deel uitmaakten, de meesten van hen verzetsstrijders. Zij was een van de 49 overlevenden van dit konvooi.
Tijdens haar deportatie vatte ze het voornemen op om bij terugkomst hierover te gaan schrijven. Tussen 1946 en 1982 schreef ze zes boeken, die allemaal een ander perspectief en een andere vorm aannamen.
Na terugkomst engageerde ze zich in het publieke debat. Zo nam ze stelling tegen de Franse oorlog in Algerije. In 1974 was ze een van de eerste publieke personen die reageerde op de Holocaustonkenning van Robert Faurisson.
Begin jaren 1980 werd bij haar longkanker vastgesteld. Ze overleed in het Hôtel-Dieu in Parijs op 1 maart 1985.

## Werk
- Les belles lettres (1961)
- Le Convoi du 24 janvier (1965, vertaald als Niemand van ons zal terugkeren, Meulenhoff)
- La théorie et la pratique (1969)
- La Sentence (1972)
- Spectres, mes compagnons (1977)
- Kalavrita des mille Antigone (1979)[3]

- Bibsys: 90114557
- Bibliothèque nationale de France: cb11899280r (data)
- Catàleg d'autoritats de noms i títols de Catalunya: 981058612102806706
- CiNii: DA07993135
- Gemeinsame Normdatei: 12089033X
- International Standard Name Identifier: 0000 0001 1038 4261
- Library of Congress Control Number: n50039044
- MusicBrainz: c8992c93-fe47-42de-8430-bf4107227889
- Bibliotheek van het Japanse parlement: 032197721
- Nationale Bibliotheek van Tsjechië: uk2012707430
- Nationale bibliotheek van Australië: 63540698
- Nationale Bibliotheek van Israël: 987007260326305171
- Nationale Bibliotheek van Polen: a0000001187283
- Nationale en Universitaire bibliotheek Zagreb: 000461008
- Nederlandse Thesaurus van Auteursnamen: 073925977
- Réseau des bibliothèques de Suisse occidentale: 02-A003165994
- SNAC: w6558dc1
- Système universitaire de documentation: 026819910
- Virtual International Authority File: 12307168
- WorldCat: E39PBJc3GQt8jMJbWq8gHM4Qbd